# Henk Kronenberg
Henk Kronenberg (ur. 29 września 1934 w Enschede, zm. 25 marca 2020) – holenderski duchowny rzymskokatolicki posługujący w Papui-Nowej Gwinei, w latach 1999–2009 biskup Bougainville.

## Życiorys
Święcenia kapłańskie przyjął 18 października 1961. 19 kwietnia 1999 został prekonizowany biskupem Bougainville. Sakrę biskupią otrzymał 14 lipca 1999. 15 grudnia 2009 przeszedł na emeryturę.